# 伊斯梅尔·索莫尼峰
伊斯梅爾索莫尼峰（羅馬化：Qullai Ismoili Somonī），塔吉克戈爾諾-巴達赫尚自治州西北部的科学院山脉的山峰，位於帕米爾高原上，海拔7,495（24,590英尺），相對高度3,402米（11,161英尺），為塔吉克的最高峰，苏联解体前曾是苏联境内的最高峰。

## 名稱
伊斯梅爾索莫尼峰曾被懷疑與加爾莫峰為異名同峰，但於1932年確認它們是2個不同的山峰。伊斯梅爾索莫尼峰在1933－1962年稱為「史太林峰」（羅馬化：Pik Stalina；以蘇共總書記約瑟夫·史太林命名），1962－1998年稱為「共產主義峰」（羅馬化：Pik Kommunizma）。1998年以薩曼王朝君主伊斯梅尔·萨马尼之名更為現名。

## 攀登史
1933年9月9日，蘇聯登山运动家葉夫根尼·阿巴拉科夫首次登頂。

## 外部資訊
- . SummitPost.org.
- "Pik Imeni Ismail Samani" （页面存档备份，存于）